# Kašmirski jezik
Kašmirski jezik (kashmiri, cashmeeree, cashmiri, kacmiri, kaschemiri, keshur, koshur; ISO 639-3: kas), jedan od dardskih jezika koji čini samostalnu kašmirsku podskupinu, preko koje pripada široj sjeverozapadnoj indoarijskoj skupini. Govori ga oko 6 797 587 ljudi u Indiji, i oko 350 000 u Pakistanu (2011; Jammu i Kashmir).
Govore se brojni dijalekti: bakawali, bunjwali, standardni kašmirski, kishtwari (kashtawari, kistwali, kashtwari, kathiawari), miraski, poguli, rambani, riasi, shah-mansuri, siraji of doda, siraji-kashmiri, zayoli, zirak-boli. Piše se formom nastaliq-arapskog

## Vanjske poveznice
- Ethnologue (14th)
- Ethnologue (15th)